# Namibia na Letnich Igrzyskach Paraolimpijskich 2008
Namibię na Letnich Igrzyskach Paraolimpijskich w Pekinie reprezentował 1 zawodnik.

## Medale

### Brąz
- Reginald Benade – lekkoatletyka, pchnięcie kulą

## Kadra

### Podnoszenie ciężarów
- Reginald Benade

pchnięcie kulą – 6. miejsce
rzut dyskiem – 3. miejsce